# Travoprost
Travoprost is een geneesmiddel voor de behandeling van glaucoom en verhoogde oogboldruk. Het bevordert de afvoer van oogvocht waardoor de oogdruk daalt. Het is enkel op voorschrift verkrijgbaar.
Travoprost behoort tot de synthetische prostaglandine-analoga; het is een prostaglandine F2α-analogon. Het is de isopropylester van fluprostenol. Het is een prodrug, die door enzymen in het hoornvlies wordt omgezet in het corresponderende vrije zuur fluprostenol. Andere vergelijkbare prostaglandine-analoga zijn bimatoprost, latanoprost en tafluprost.
Latanoprost werd ontwikkeld door Alcon. Het wordt verkocht in oogdruppels van het merk Travatan. DuoTrav van Alcon zijn oogdruppels die naast latanoprost ook timolol bevatten, een niet-selectieve bètablokker die de oogdruk verlaagt door remming van de kamerwaterproductie.